# Sphenophyllopsida
Sphenophyllopsida je vymřelá třída vyšších (cévnatých) rostlin z oddělení přesličky (Equisetophyta). Na Zemi se vyskytovaly od devonu po trias, pak vymřely. Zařazení mezi přesličky není úplně jisté. Byly to šplhavé rostliny až liány kolem 1 m vysoké, stonek byl dlouze článkovaný. Listy byly vidličnatě větvené, často v šestičetných přeslenech. Sporofyly byly v koncových strobilech, které byly děleny na fertilní a sterilní segmenty. Většinou byly isosporické, ale některé snad i heterosporické. Je znám řád Sphenophyllales, čeleď Sphenophyllaceae, rod Sphenophyllum.